# Gsteigwiler
Gsteigwiler là một đô thị ở huyện Interlaken ở bang Bern ở Thụy Sĩ. Đô thị này có diện tích 7 km², dân số năm 2005 là 405 người.
Đô thị này nằm ở Bernese Oberland tại chân Schynige Platte trong thung lũng sông Lütschine.
Tuyến đường sắt Interlaken-Zweilütschinen chạy qua thung lũng nhưng nhà ga gần nhất nằm ở Wilderswil.